# Karl Fleschen
Karl Fleschen (Daun, 28 juni 1955) is een West-Duitse voormalige atleet, die gespecialiseerd was in de 3000 m, 5000 m en de 10.000 m. Hij is tweevoudig Europees indoorkampioen, meervoudig West-Duits kampioen en nam eenmaal deel aan de Olympische Spelen. Ook was hij wereldrecordhouder op de 4 x 1500 m estafette en is hij Duits recordhouder op de 25 km.

## Loopbaan
Aan het begin van zijn sportieve loopbaan liep Fleschen op het EK voor junioren de olympische limiet op de 1500 m. Ondanks dat hij op de Olympische Spelen van 1976 in Montreal in de voorrondes werd uitgeschakeld, herinnert hij zich deze wedstrijd nog altijd als de mooiste tijd van mijn leven. Vier jaar later boycotte West-Duitsland, samen met 64 andere landen, de Olympische Spelen van Moskou in 1980 wegens de inval van Sovjet-Unie in Afghanistan. Hierdoor kon hij zijn medaillekansen niet uitnutten.
Tot de beste prestaties van zijn atletiekcarrière behoren de overwinningen op de EK's indoor van 1977 en 1980. Op 17 augustus 1977 verbeterde Karl Flechen in Keulen het wereldrecord op de 4 x 1500 m estafette. Met zijn teamgenoten Thomas Wessinghage, Harald Hudak en Michael Lederer kwam hij tot een tijd van 14.38,8. Dit record werd pas na 32 jaar, op 4 september 2009 tijdens de Memorial Van Damme in Brussel, door een Keniaans team verbeterd. Daarnaast heeft hij nog altijd het Duitse record in handen op de 25 km in 1:13.58 (peildatum maart 2016).
Flechen was tijdens zijn actieve carrière aangesloten bij sportclub LG Vulkaneifel en Bayer 04 Leverkusen. Hij is getrouwd geweest met 800 meterloopster Dorothee Bormann. Momenteel is hij looptrainer bij TV Herkenrath en houdt zichzelf fit met fietsen.

## Titels
- Europees kampioen 3000 m - 1977, 1980
- West-Duits kampioen 5000 m - 1977, 1980, 1981, 1984
- West-Duits kampioen 10.000 m - 1978, 1979, 1980, 1981
- West-Duits kampioen 25 km - 1978
- West-Duits indoorkampioen 1500 m - 1982
- West-Duits indoorkampioen 3000 m - 1977, 1980

## Persoonlijke records
| Onderdeel   | Prestatie    | Datum            | Plaats      |
| ----------- | ------------ | ---------------- | ----------- |
| 1500 m      | 3.36,2       | 1977             |             |
| 1 Eng. mijl | 3.54,7       | 26 augustus 1977 | Berlijn     |
| 3000 m      | 7.41,22      | 22 juli 1977     | Keulen      |
| 5000 m      | 13.13,88     | 5 juli 1977      | Stockholm   |
| 10.000 m    | 27.36,8      | 28 april 1979    | Troisdorf   |
| 25 km       | 1.13,58 (NR) | 16 april 1978    | Frankenberg |

## Prestaties
| Jaar | Wedstrijd | Plaats        | Resultaat | Onderdeel | Tijd     |
| ---- | --------- | ------------- | --------- | --------- | -------- |
| 1977 | EK indoor | San Sebastian | 1e        | 3000 m    | 7.57,7   |
| 1977 | Europacup | Helsinki      | 3e        | 5000 m    | 13.29,44 |
| 1978 | EK        | Praag         | 13e       | 5000 m    | 13.50,3  |
| 1980 | EK indoor | Sindelfingen  | 1e        | 3000 m    | 7.57,5   |
| 1981 | Europacup | Zagreb        | 3e        | 10.000 m  | 28.57,74 |
| 1984 | EK indoor | Göteborg      | 3e        | 3000 m    | 7.54,45  |

- Gemeinsame Normdatei: 143713426
- World Athletics: 14344439
- International Standard Name Identifier: 0000 0001 1831 2676
- Virtual International Authority File: 169374104